# Julia Gardiner Tyler
Julia Gardiner Tyler, född 4 maj 1820 på Gardiner's Island i East Hampton i delstaten New York, död 10 juli 1887; amerikansk presidentfru 1844-1845, gift med John Tyler i hans andra äktenskap. Hon tillhörde en förmögen societetsfamilj. 24 år gammal gifte hon sig med den 54-årige president John Tyler den 26 juni 1844. Paret fick åtta barn.
Hon älskade sällskapslivet, omgav sig med ett "hov" av eleganta unga damer och hennes livlighet ansågs stå i kontrast till makens ökande trötthet i ämbetet. Hon införde traditionen att spela Hail to the Chief för presidenten.